# Giuseppe Rivabella
Giuseppe Rivabella (né en 1855 ou 1856 à Fubine, mort le 24 août 1919  à Capri) est un tireur sportif italien qui a participé aux Jeux olympiques de 1896.
Il résidait en Grèce depuis 1895 et sa participation à l'épreuve de carabine d'ordonnance ne fut découverte qu'en 2004. C'est le seul Italien dont les historiens sont certains qu’il ait participé à ces premiers Jeux de l'ère moderne.